# Юрко, Клавдия Григорьевна
Клавдия Григорьевна Юрко (в девичестве Бессо́нова; 30 декабря 1926 — 2 февраля 2011) — передовик советского сельского хозяйства, звеньевая колхоза имени Кагановича Ново-Титаровского района Краснодарского края, Герой Социалистического Труда (1950).

## Биография
Родилась в 1926 году в селе Платоно-Петровка Азовского района Ростовской области в русской крестьянской семье.
В первые годы после Великой Отечественной войны Клавдии Бессоновой (в замужестве Юрко) доверили право возглавить комсомольско-молодёжное звено в колхозе имени Кагановича. Это звено соревновалось на равных с более опытными колхозниками.
В 1949 году, по итогам уборки урожая, звено Бессоновой получило урожай подсолнечника 25,2 центнера с гектара на площади 12 гектаров.
Указом Президиума Верховного Совета СССР от 2 июня 1950 года за получение высоких показателей в сельском хозяйстве и рекордные урожаи подсолнечника ей было присвоено звание Героя Социалистического Труда с вручением ордена Ленина и медали «Серп и Молот».
После смерти мужа в 1977 году, она возвратилась в родной Азовский район и работала дояркой в колхозе имени Калинина.
Умерла 2 февраля 2011 года.

## Награды
За трудовые успехи была удостоена:
- золотой звезды «Серп и Молот» (02.06.1950),
- двух орденов Ленина (02.06.1950),
- другими медалями.